# Camper (Franco Simone)
Camper è un album di Franco Simone pubblicato dall'etichetta discografica SGM nel 1984.

## Tracce
1. Capitano – 4:01 (Franco Simone, Roberto Dané)
2. Via da Amsterdam – 5:27 (Franco Simone, Roberto Dané)
3. Se dipingessi mia madre – 3:36 (Franco Simone, Pinuccio Pirazzoli, Roberto Dané)
4. Marva – 4:49 (Franco Simone, Pinuccio Pirazzoli, Roberto Dané)
5. Condizione di felicità – 0:52 (Franco Simone, Roberto Dané)
6. Camper – 4:48 (Franco Simone, Roberto Dané)
7. Notte di san Lorenzo – 4:21 (Franco Simone)
8. Orizzonte – 3:33 (Franco Simone, Pinuccio Pirazzoli, Roberto Dané)
9. Clara (Pino Donaggio)
10. Metropoli – 4:59 (Franco Simone, Pinuccio Pirazzoli, Roberto Dané)

## Formazione
- Franco Simone – voce
- Pinuccio Pirazzoli – chitarra, cori, programmazione, batteria elettronica, tastiera, pianoforte
- Ronnie Jackson – basso, chitarra
- Paolo Steffan – chitarra, cori
- Alfio Calcagno – basso
- Gaetano Leandro – tastiera
- Lele Melotti – batteria
- Claudio Tuma – chitarra
- Gianpietro Gozzi – tastiera
- Nunzio Favia – batteria
- Vito Castelmezzano – tastiera
- Michele Schembri, Claudio Rego, Livio Macchia, Marco Ferradini – cori